# Imar von Tusculum
Imar von Tusculum oder Icmar von Tusculum OSBClun (* um 1105/1110, in Frankreich; † 28. Oktober 1161 in Cluny) war ein französischer Benediktiner und Kardinal.

## Leben
Imar trat um 1126 in das Cluniazenserkloster St-Martin-des-Champs ein, wechselte jedoch bald nach Cluny. Dann wurde er zum Prior von Charite-sur-Loire ernannt. Um 1141/42 ist er als Abt von Saint Moutierneuf zu Poitiers nachzuweisen.
Wahrscheinlich am 13. März 1142 ernannte ihn Papst Innozenz II. zum Kardinalbischof von Tusculum. Als solcher unterschrieb er päpstliche Urkunden vom 19. April 1142 bis 7. März 1159. 1144/45 wirkte er als päpstlicher Legat in England. Seit 1153 war er Kardinaldekan (prior episcoporum).
Im September 1159 nahm er an der zwiespältigen Papstwahl teil; er stellte sich auf der Seite Viktors IV. und konsekrierte ihn am 4. Oktober 1159 in Farfa. Er unterschrieb die Urkunden des Gegenpapstes vom 15. Februar 1160 bis 19. Februar 1160. Dann ging er als Legat nach Cluny, gewann dieses wichtige Kloster für Viktor IV. und blieb dort bis zu seinem Tod. Am 7. April 1161 wird er zum letzten Mal als lebend erwähnt und starb noch in demselben Jahr.